# Scheibenstecker

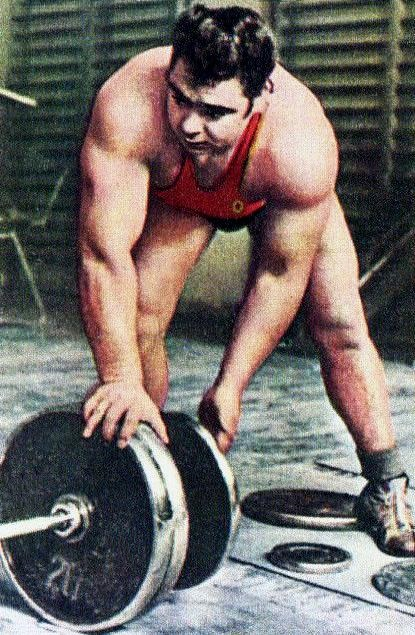
Wassili Iwanowitsch Alexejew betätigt sich als Scheibenstecker

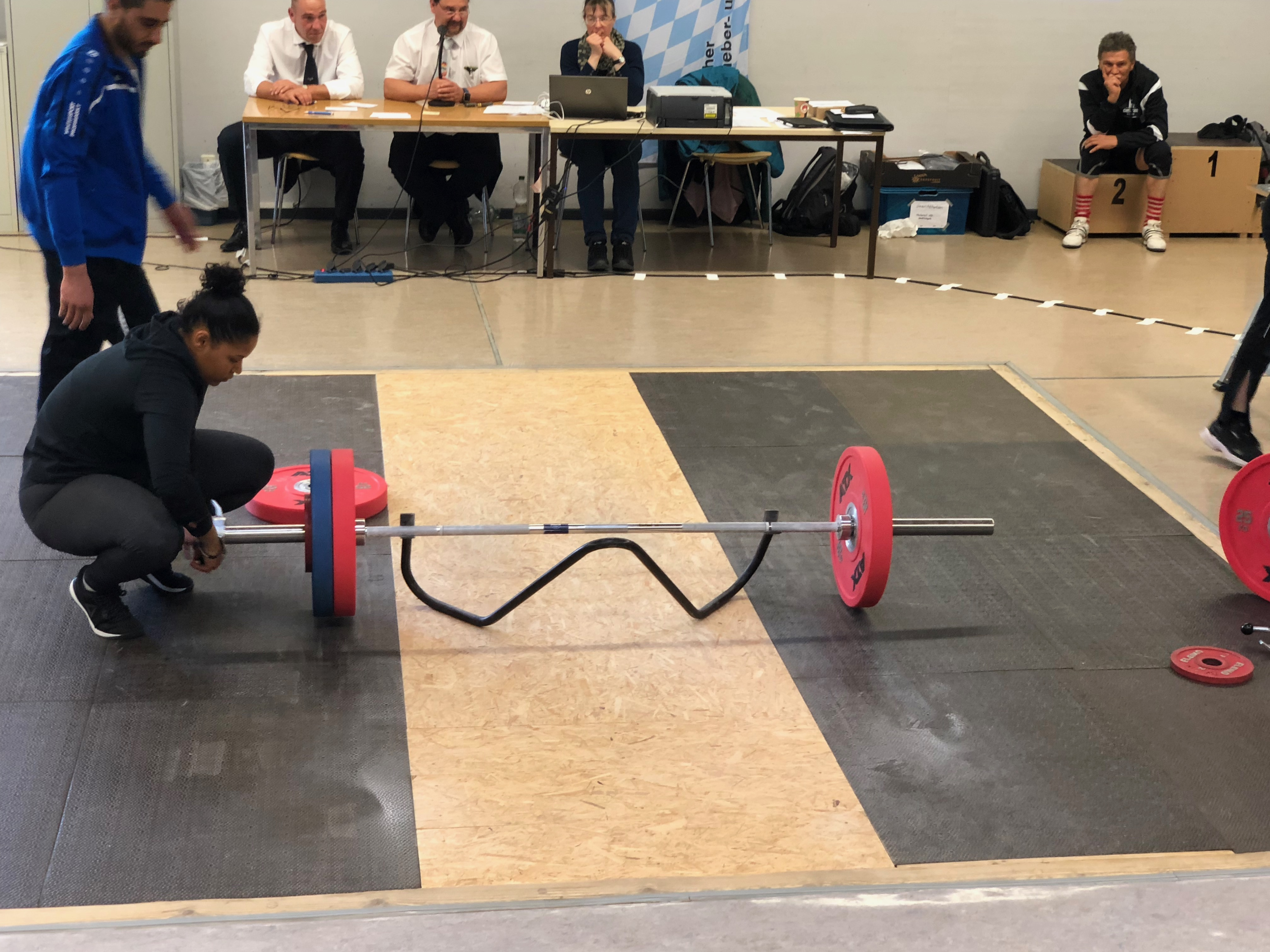
Scheibensteckerin beim Wechseln der Hantelscheiben während der Oberbayerischen Meisterschaften im Gewichtheben in Ingolstadt, 27. April 2019

Scheibenstecker (auch Scheibenschieber, Zeugwart, englisch loader) ist die Bezeichnung für Helfer bei Meisterschaften im Gewichtheben und im Kraftdreikampf. Sie sind für das Beladen und Entladen der Hantel verantwortlich und reinigen die Hantelstange oder die Wettkampfplattform nach Aufforderung durch den Hauptkampfrichter. Im Falle einer Verletzung eines Athleten dürfen Scheibenstecker die Plattform nicht betreten, um einem Athleten zu helfen – hierfür steht ein Arzt bereit. Stattdessen  sollen Scheibenstecker sich vor der Plattform aufstellen, um die Sicht der Zuschauer oder Fernsehkameras auf den Vorfall zu minimieren. Es werden zunehmend auch Scheibensteckerinnen eingesetzt, insbesondere bei Frauenwettkämpfen.

## Gewichtheben

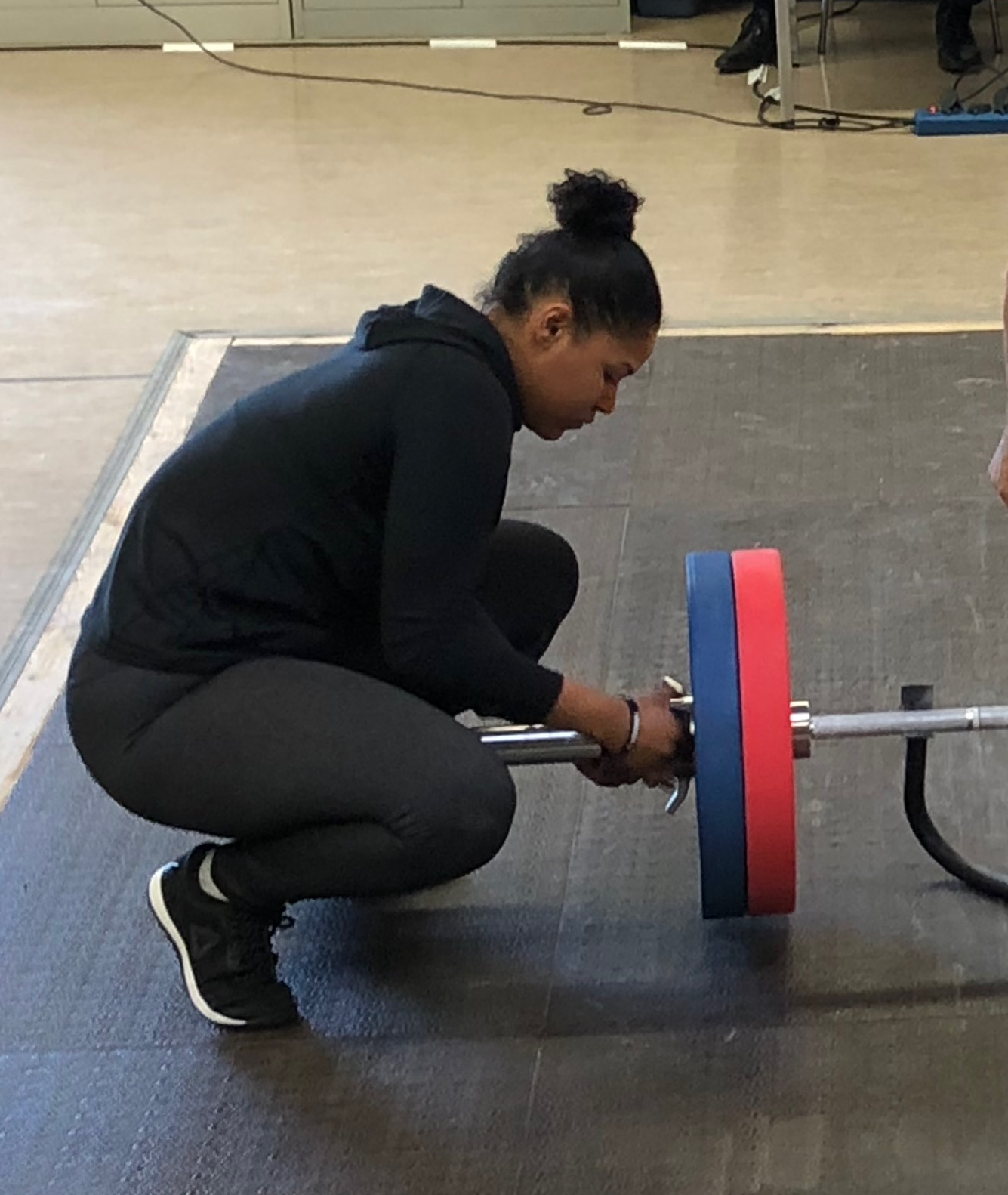
Scheibensteckerin kontrolliert den sicheren Sitz der Verschlussschrauben

Beim Gewichtheben sind die Scheibenstecker jeweils paarweise zuständig für das Aufstecken der Hantelscheiben auf die Hantel. Die Hantel wiegt bei Männern 20 kg, bei Frauen 15 kg. Sie fixieren die Hantelscheiben durch zwei Verschlüsse, die jeweils 2,5 kg wiegen. Dabei befolgen sie die Gewichtsanweisung durch den Hauptkampfrichter. Vor jedem Versuch kontrollieren die Scheibenstecker den festen Sitz der Verschlussschrauben.
Während des Wettkampfes haben die Kampfrichter sicherzustellen, dass nur der Athlet oder die Scheibenstecker die Hantel auf der Plattform an eine neue Position bewegen. Die beiden Scheibenstecker haben während eines Versuchs die vier mal vier Meter große Wettkampfplattform zu verlassen.

## Kraftdreikampf

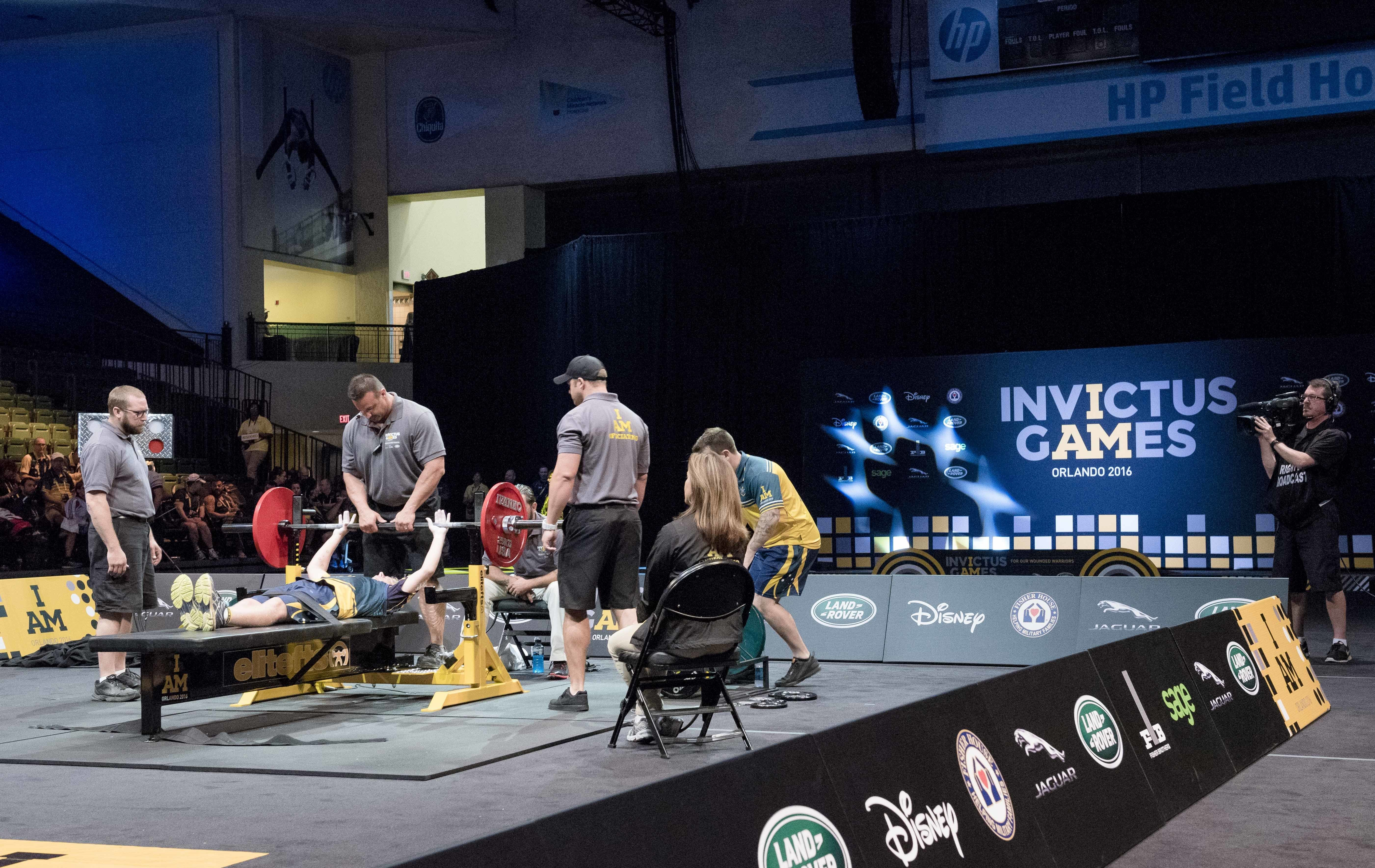
Kraftdreikampf mit Scheibensteckern.

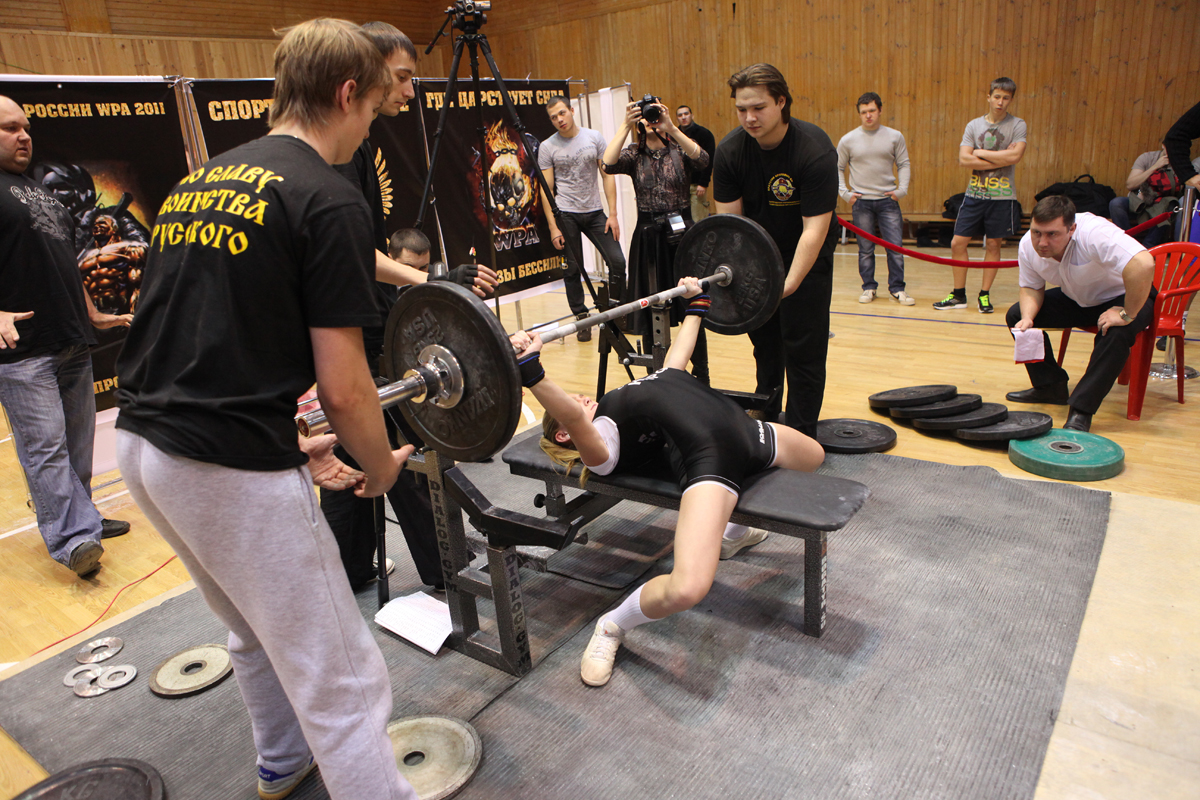
Scheibenstecker sichern beim Bankdrücken, ohne die Athletin oder das Gewicht zu berühren. Hier: Mariana Naumova, Weltrekordhalterin im Bankdrücken von Mädchen unter 14 Jahren bei einer Übung; Gewicht: 77,5 kg. 25. Dezember 2011, Moskau.

Im Kraftdreikampf stellen Scheibenstecker zusätzlich die gewünschte Höhe der Kniebeuge- und Bankdrückständer ein.
Es halten sich zwischen zwei und fünf Scheibenstecker auf der Plattform auf. Bereitet ein Heber seinen Versuch vor, können die Scheibenstecker dem Heber beim Herausheben der Hantel aus den Ständern helfen. Ebenso können sie helfen, die Hantel nach dem Versuch wieder in die Ständer zurückzulegen. Zudem sichern sie den Athleten.
Zwischen den Signalen für den Beginn und das Ende des Versuchs dürfen die Scheibenstecker weder den Heber noch die Hantel berühren, außer wenn der Heber sich verletzen könnte. In diesem Falle dürfen die Scheibenstecker entweder nach Aufforderung durch den Hauptkampfrichter oder den Heber selbst in den Versuch eingreifen und den Heber von der Hantel befreien.

## Scheibengewichte

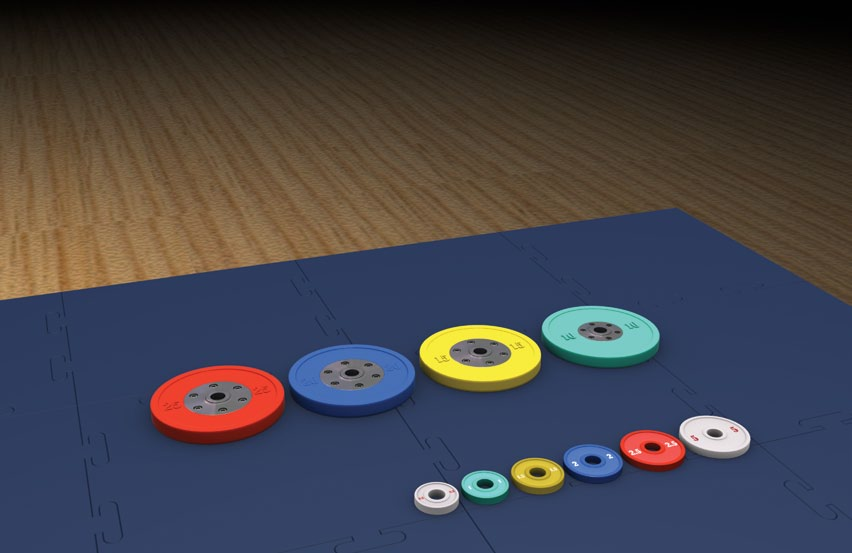
Verschiedenfarbige Hantelscheiben

Die Hantelscheiben sind je nach Gewicht farblich unterschiedlich. Die Massen der Hantelscheiben betragen:
- rot  : Hantelscheibe groß 25 kg;
- blau: Hantelscheibe groß 20 kg;
- gelb: Hantelscheibe groß 15 kg;
- grün: Hantelscheibe groß 10 kg;
- weiß: Hantelscheibe groß 5 kg;
- rot  : Hantelscheibe klein 2,5 kg;

Die Hantelscheiben von 25 kg bis einschließlich 2,5 kg werden innerhalb der Verschlussschrauben (siehe Stellring) angebracht.
- blau: Hantelscheibe klein 2 kg;
- gelb: Hantelscheibe klein 1,5 kg;
- grün: Hantelscheibe klein 1 kg;
- weiß: Hantelscheibe klein 0,5 kg.

Jeweils eine Hantelscheibe, die 2 kg oder weniger wiegt, wird außerhalb der Verschlussschrauben aufgeschoben.